# 川村祐太
川村 祐太（かわむら ゆうた、2003年2月22日 - ）は、ジャパンラグビーリーグワンのレッドハリケーンズ大阪に所属しているラグビーユニオン選手。

## 略歴
関西学院高等部（高校）2年時に、全国高等学校選抜ラグビーフットボール大会（初の選抜）で高校公式戦に控えで初出場。3年時では先発13番で花園（全国高等学校ラグビーフットボール大会）に出場した。
関西学院大学では、1年時から公式戦に出場。4年時では、関西大学春季トーナメントと関西大学リーグで先発出場を続けた。
2025年2月3日、ジャパンラグビーリーグワンのレッドハリケーンズ大阪へ、アーリーエントリーでの加入を発表した。同年3月29日に行われたJAPAN RUGBY LEAGUE ONE第10節江東ブルーシャークス戦にて途中出場でリーグワン公式戦初出場を果たした。同月、関西学院大学卒業。